# 明詩綜
《明詩綜》，是明代詩歌總集，清代朱彝尊輯，共一百卷。
《明詩綜》一書仿效元好问《中州集》“以诗系人，以人系传”的体例，“或因诗而存其人，或因人而存其诗”，輯錄明代3337位明代詩人的作品，自洪武朝始，止於崇禎朝，重要詩人選入百首，亦有只選一首者，特重於死於末造之臣，为补钱谦益《列朝诗集》之阙漏，凡有詩者大致网罗无遗，末卷录民间杂歌谣辞155首。每一诗人都撰有小传，小传之后附录汪森，朱端等人辑录的诸家诗话，后面再引朱氏自撰的《静志居诗话》作为总结。朱彝尊选诗則有不少地方疏漏误收。另外，朱彝尊在《明诗综》中说钟惺、谭元春“取名一时，流毒天下，诗亡而国亦随之亡矣”，則是肆意谩骂。謝國楨认为《明人小传》是《明诗综》的底本。康熙四十四年（1705年），有白莲泾刊本，但存世不多。较通行者为乾隆六峰阁刊本。